# Château-Dauphin
Château-Dauphin est une forteresse du Moyen Âge située à Pontgibaud en France.

## Localisation
La forteresse est située sur le territoire de la commune de Pontgibaud, rue du Frère Genestier, sur le rebord occidental de la cheire de Pontgibaud, l’une des deux coulées de lave issue du puy de Côme, dans le département du Puy-de-Dôme en région Auvergne-Rhône-Alpes.
L'entrée du domaine fait face à une porte de ville de l'ancienne enceinte de la commune qui date du XVe siècle. La porte est classée au titre des monuments historiques par arrêté du 12 juillet 1886.

## Description

### Domaine
Le domaine est un parc boisé d'environ 45 hectares de bois et quelques hectares de terres cultivées ou de prairies. Sa superficie au XVIIIe siècle était de 3 000 hectares.

### Forteresse
Le bâtiment principal de la forteresse forme un rectangle de 22 mètres sur 25 mètres, ses assises reposent directement sur la roche. Cet édifice est un double donjon : un donjon rond forme un des angles du puissant donjon carré. Les deux parties sont indépendantes.
Le donjon carré est composé de deux corps d'habitation sur trois étages autour d'une cour intérieure à ciel ouvert à l'origine et couverte au XIXe siècle par une verrière. La porte d'entrée donne sur la cour intérieure, à l'origine elle était équipée d'un assommoir.
Le cul de basse-fosse du donjon rond : la pièce la plus profonde qui domine le donjon carré et qui est la plus massive, les murs ont une épaisseur de 3,95 mètres. Elle pouvait servir de prison. Jadis, les étages bas servaient également à stocker les munitions, des vivres, …. L'accès aux étages supérieurs, depuis la cour intérieure, se faisait par deux escaliers à vis (dont un est timbré aux armes des La Fayette. Il y avait des étages de chambres et en haut il y avait la guette accessible par un escalier aménagé dans l'épaisseur du mur.
L'enceinte fortifiée comportait sept tours, dont six sont toujours debout aujourd'hui :
- la tour du Chevalier ;
- la tour de Garde ;
- la tour de la Cloche ;
- la tour Sérapphique ;
- la tour de la Ferme ;
- la tour de la Poterne.

Un rempart allait d'une tour à l'autre et fermait entièrement la basse-cour.
La septième, la tour des Clapiers est en cours de restauration. Présentant des fissures et ouvertures dues à des infiltrations d'eau au niveau de sa toiture. Le rempart du XVe siècle menace de s’effondrer. Sa chute entraînerait celle de la bergerie et de la grange du XIXe siècle. S'y ajoute plus récemment un éboulement du parement du donjon rond du XIIe siècle dont l'étanchéité est à refaire, ainsi que celle du chemin de ronde et de la partie sommitale en plomb.
Le château abrite également le musée des mines d'argent du canton de Pontgibaud.
Château-Dauphin est classé au titre des monuments historiques sur liste de 1889, puis déclassé le 13 août 1889, inscrit le 19 janvier 1926, puis les 12 février 1987 et 7 février 1994 et, ces arrêtés étant annulées, a été reclassé le 20 octobre 1995. Ce classement concerne le château et ses six tours d'enceinte, ses communs, ainsi que le sol, le puits et la fontaine et le jardin potager.

### Intérieurs
- la grande salle du château sert maintenant de salon : les peintures ont été refaites au XIXe siècle par le peintre italien Maioli et un peintre de Pontgibaud. Boiseries en chêne du menuisier Martin. Ferronneries réalisées par Larchevêque ;
- la salle à manger avec son décor mural de boiseries en chêne ;
- la bibliothèque : les voûtes sont conservées et le plafond est repeint à l'identique du salon ;
- la chambre d'honneur : chambre de César III de Pontgibaud et son épouse. Boiseries et tissus muraux provenant de Riom ;
- la chapelle a été décorée par le peintre Maioli ;
- au cours de la restauration effectuée au XIXe siècle le château et la commune sont dotés de l'électricité grâce à une turbine hydraulique installée sur la Sioule. La distribution de l'eau courante et de l'eau chaude est assurée dans un deuxième temps.

### Jardins
Le domaine du château comprend également un jardin potager du XVIe siècle, lui aussi classé au titre des monuments historiques. Il aurait été réaménagé au XVIIIe siècle. Lors de son retour de voyage en Italie en 1581, Michel de Montaigne étant venu rendre visite à Madame de La Fayette, comtesse de Pontgibaud, le mentionne dans un récit relatant cette visite.
La superficie du jardin est de 96 ares, en haut du terrain le jardin d'agrément est en belvédère au-dessus du potager, le terrain est en pente douce orientée vers la vallée de la Sioule. Les jets d'eau datent du XVIIIe siècle, ils sont alimentés à partir d'une source située à Chaucelles (village à quelques kilomètres de Pontgibaud). Leur trop plein se déverse dans des petits bacs en pierre dans les carrés en creux afin de disposer d'eau à température ambiante pour l'arrosage.
Le jardin potager est composé de carreaux et de terrasses sur trois niveaux, séparés par des allées de circulation orthogonales. Les terrasses sont appuyées sur des murs de lave (trachyandésite) couronnés de dalles de même nature et parfaitement jointoyées. Les murs, outre leur fonction première de soutènement, jouent de par leur couleur assez sombre en font des accumulateurs thermiques. Le dessin en perspective a été particulièrement étudié pour être vu du château, qui est décalé par rapport à l'axe du jardin.
Le jardin est inscrit à l'Inventaire général du patrimoine culturel.
Le jardin est labellisé jardin remarquable (label attribué par la direction régionale des Affaires culturelles (Clermont-Ferrand- Hôtel de Chazerat)). Il est en cours de restauration, avec la participation de l'État, du conseil régional d'Auvergne et du conseil général du Puy-de-Dôme et aux efforts des propriétaires et jardiniers.

### Musée et histoire des mines d'argent
Le musée est installé dans les communs du château par l'association La route des mines Dômes et Combrailles, il relate l'histoire des mineurs-paysans qui exploitèrent la galène le long de la vallée de la Sioule.
Le musée est une initiation à l'histoire des techniques d'exploitation, depuis l'extraction de la galène jusqu'à la fonte du lingot d'argent, en particulier au XIXe siècle. De 1853 à 1897, 68 kilomètres de galeries et 2 900 mètres de puits furent creusés et les fonderies produisirent 50 000 tonnes de plomb et 100 tonnes d'argent.
La zone des mines s'étend sur environ 10 km nord-sud parallèlement au cours de la Sioule de part et d'autre de Pontgibaud. Les veines de galène d'argent sont enchâssées dans la roche gneissique. Les minerais sont enfermés dans des migmatites de la base des Combrailles.
Les mines auraient été exploités par les Romains. Le plomb extrait à cette époque aurait pu être utilisé pour recouvrir le toit du temple de Mercure au sommet du puy de Dôme.
Des documents dès le VIIIe siècle attestent de l'exploitation des mines.
En 1554 le seigneur de Pontgibaud agrandit la zone minière pour s'étendre jusqu'au Roure, les Rosiers, Barbecot et les Combres.
Un membre de la famille Moré, mousquetaire du Roi, achète le domaine de Pontgibaud en 1756, comprenant un ancien donjon et un château plus moderne construit à l'époque de Louis XIII (1601-1643). Il fut nommé comte de Pontgibaud, prenant le nom de « Moré de Pontgibaud ». Entre 1828 et 1830, le comte Moré de Pontgibaud obtient des concessions pour ouvrir des mines à proximité de son château. Les mines ont connu du succès et ont rapidement employé 200 mineurs sous terre et 600 travailleurs en surface.

### Communs
- le bâtiment qui abrite le musée des mines d'argent ;
- la remise à voitures ;
- la ferme ;
- le pigeonnier construit en pierre de lave, édifice classé datant du XIXe siècle, il est situé à proximité de la tour de la ferme.

### Visites et animations
Le château, le jardin et le musée des mines d'argent sont ouverts à la visite, visites guidées. Des animations s'y déroulent régulièrement : marchés artisanaux, Journée du livre, spectacles de son et lumière, expositions d’artistes locaux, les estivales des volcans, etc…

## Historique

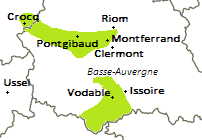
Dauphiné d'Auvergne au XIIe siècle.

- 1190-1197 :	Robert Ier, comte d'Auvergne et troubadour, dit aussi comte Dauphin, entreprend la construction du donjon de Pontgibaud et de son enceinte jalonnée de tours.
- 1213 : château Dauphin tombe aux mains d'Archambaud de Bourbon envoyé par Philippe II, roi de France, au secours de Robert d'Auvergne l'évêque de Clermont.
- 1229 : la régente Blanche de Castille restitue la forteresse au comte Dauphin contre la promesse de ne plus y recevoir les ennemis du roi de France.
- 1438 : Gilbert III Motier de La Fayette, maréchal de France, seigneur de Pontgibaud et compagnon d'armes de Jeanne d'Arc, obtient du roi Charles VII l'autorisation de renforcer les défenses de la forteresse. Il reconstruit une enceinte plus puissante et agrandit le donjon carré.

- 1566 :pendant les guerres de Religion, château Dauphin tombe aux mains du capitaine huguenot Matthieu Merle.
- au XVIIe siècle : abandon de la forteresse au profit d'un bâtiment construit dans la basse-cour. Une lente dégradation du château fort commence.
- à la fin du XVIIIe siècle:	durant la Révolution château Dauphin est confisqué et vendu comme bien national et de nombreuses archives du château et de la commune sont détruites.
- 1886-1891 : retour du château entre les mains du comte César III de Pontgibaud.

La forteresse doit son nom aux armes de celui qui le fit construire à la fin du XIIe siècle : Robert Ier, dauphin d'Auvergne, ce château se voulant être une des principales forteresses du dauphiné d'Auvergne, dont la ville de Pontgibaud est au centre et où cette dernière tient un rôle stratégique.
La construction initiale est modifiée au XVe siècle par Gilbert III Motier de La Fayette, qui renforce les défenses et agrandit le donjon. Le 1er mars 1490, le château, comme l'église et la ville de Pontgibaud, sont fortement touchés par un important séisme dont l'épicentre se situait à proximité.
Abandonné au XVIIe siècle pour un bâtiment plus confortable, le château sera finalement restauré à la fin du XIXe siècle par Jean-Bélisaire Moreau (architecte), disciple d'Eugène Viollet-le-Duc, pour César de Moré, comte de Pontgibaud (1821-1892) époux de Noémie de Blangy (1826-1889) qui lui apporte le château de Fontenay dans le département de la Manche. En 1944, château-Dauphin est la possession d'Édouard de Germiny (1890-1961), également en possession de Fontenay, et époux de Renée de Pontgibaud.
Le château est habité depuis 1756 par la même famille issue d'un mousquetaire du Roi, César Ier de Moré. Les actuels propriétaires, le comte et la comtesse Gabriel de Germiny en sont les descendants.

## Galerie

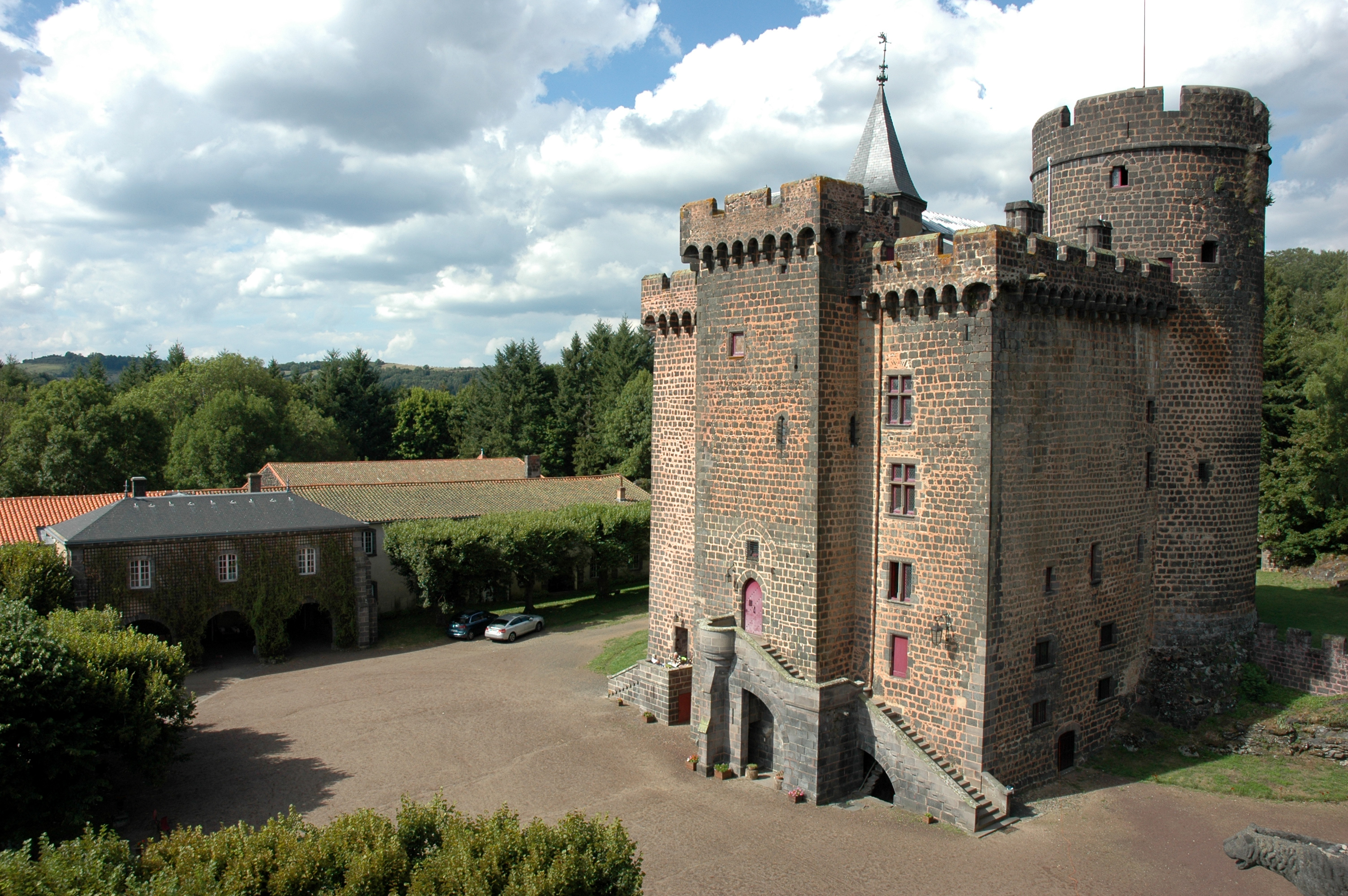
Le double donjon, bâtiment principal du château Dauphin.
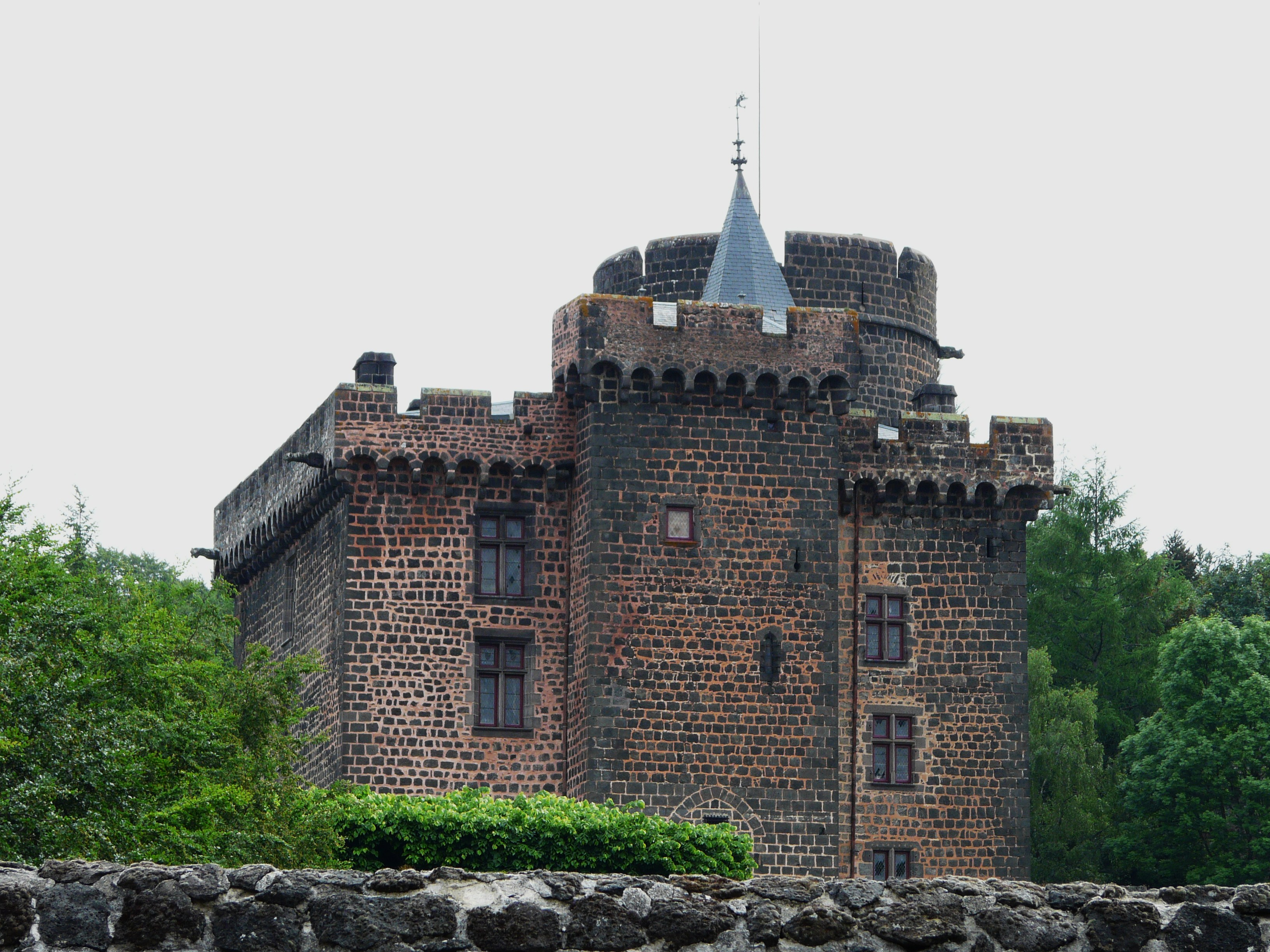
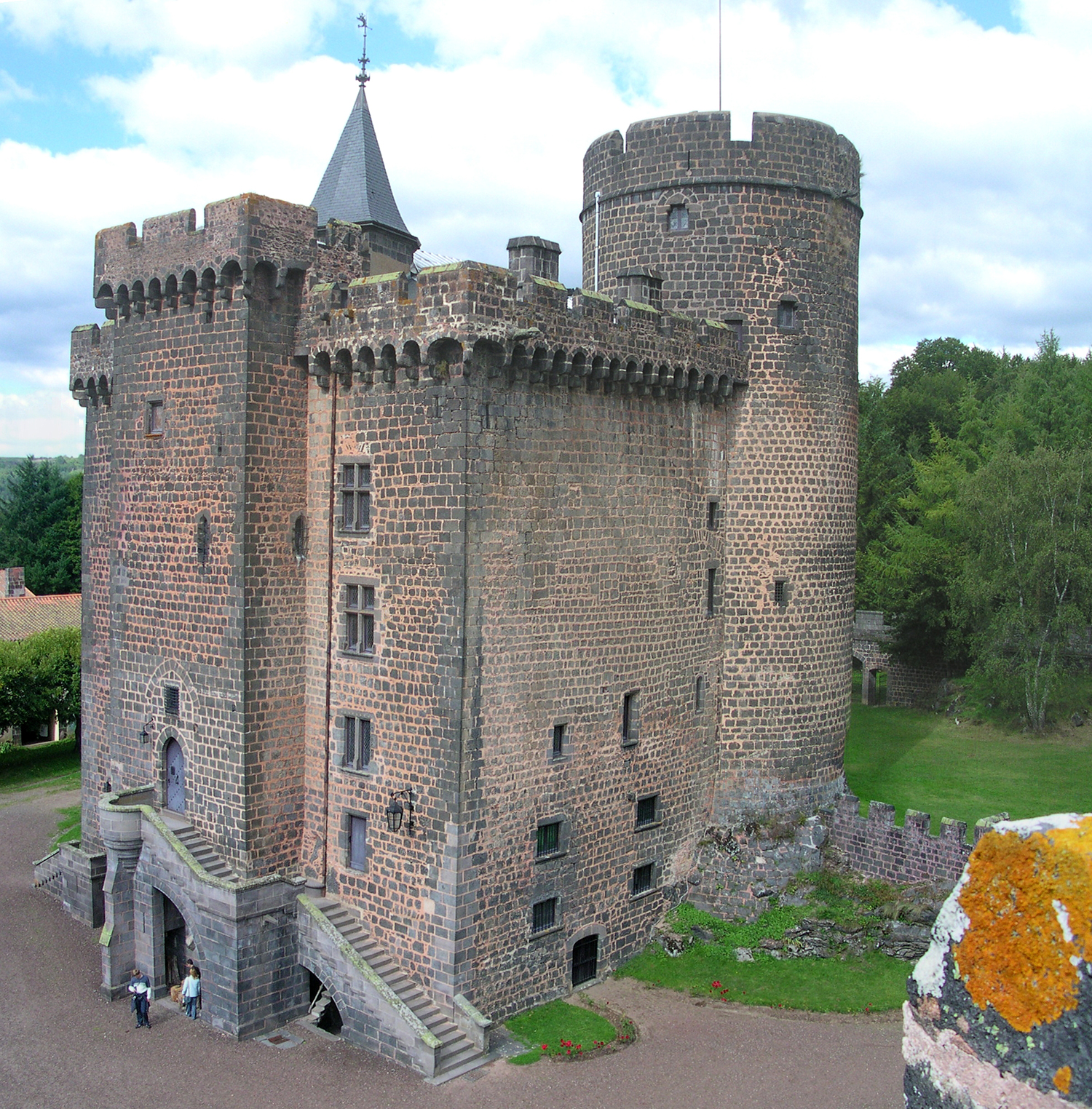
Le double donjon, bâtiment principal du château Dauphin.
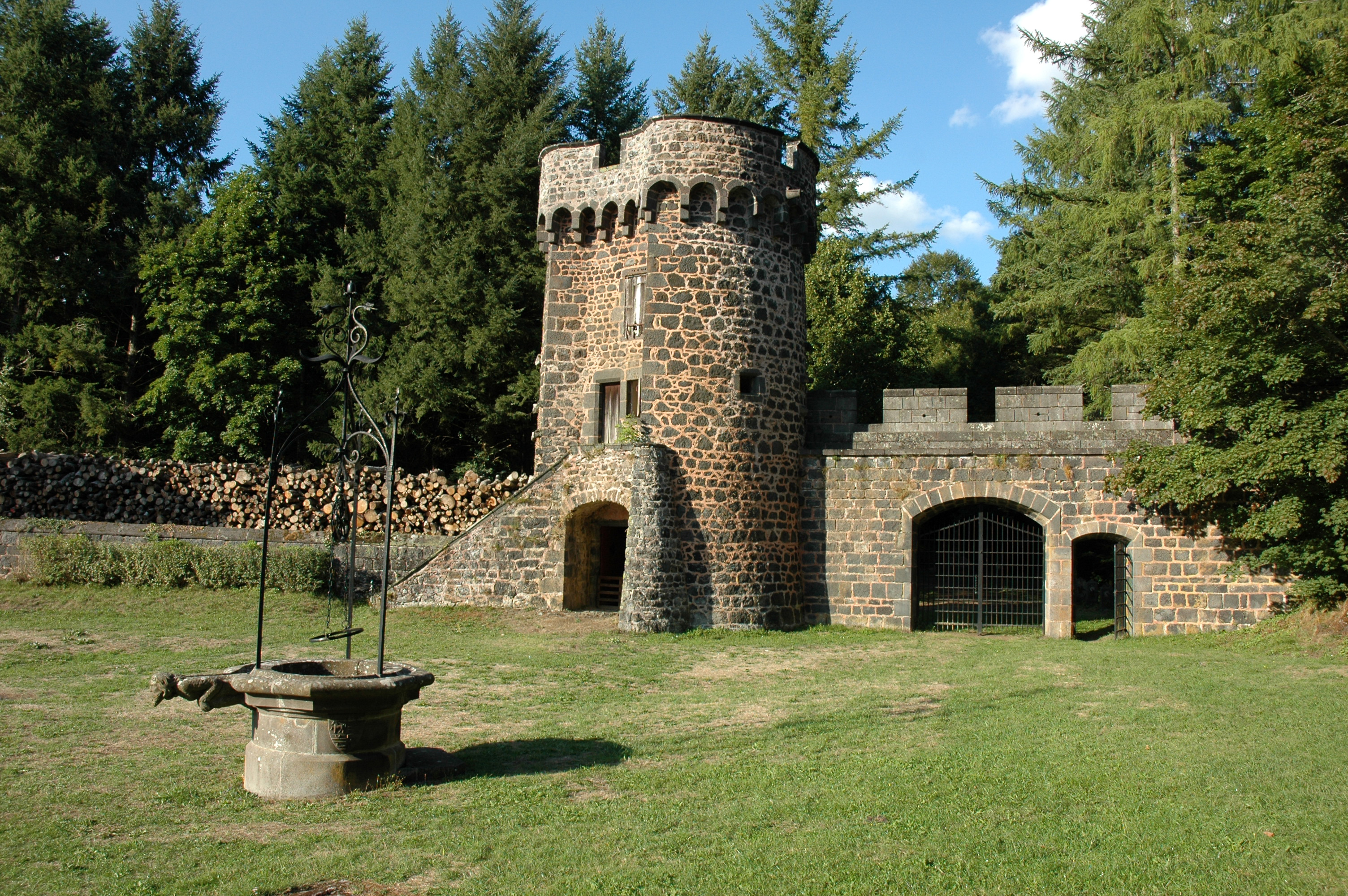
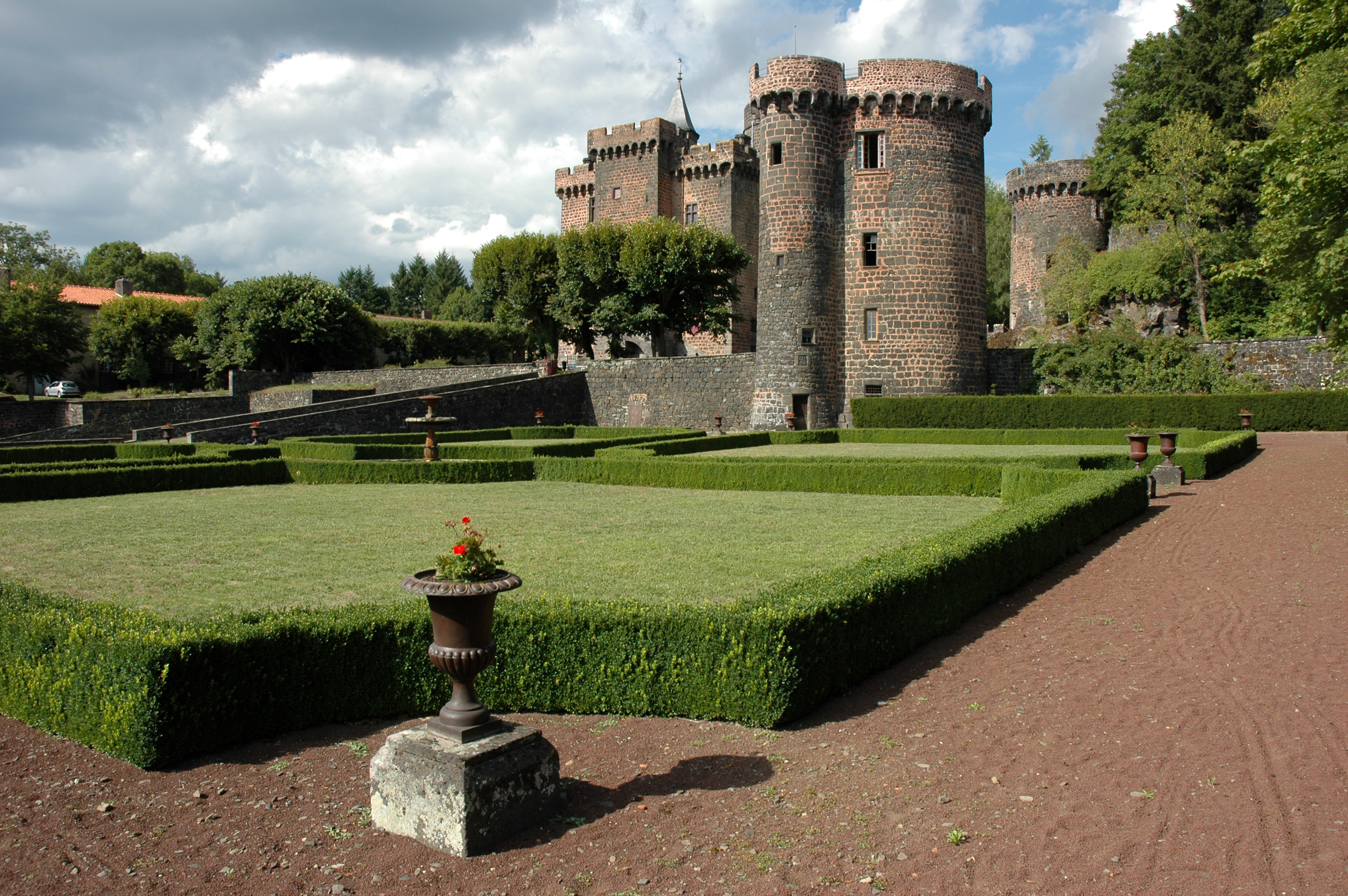
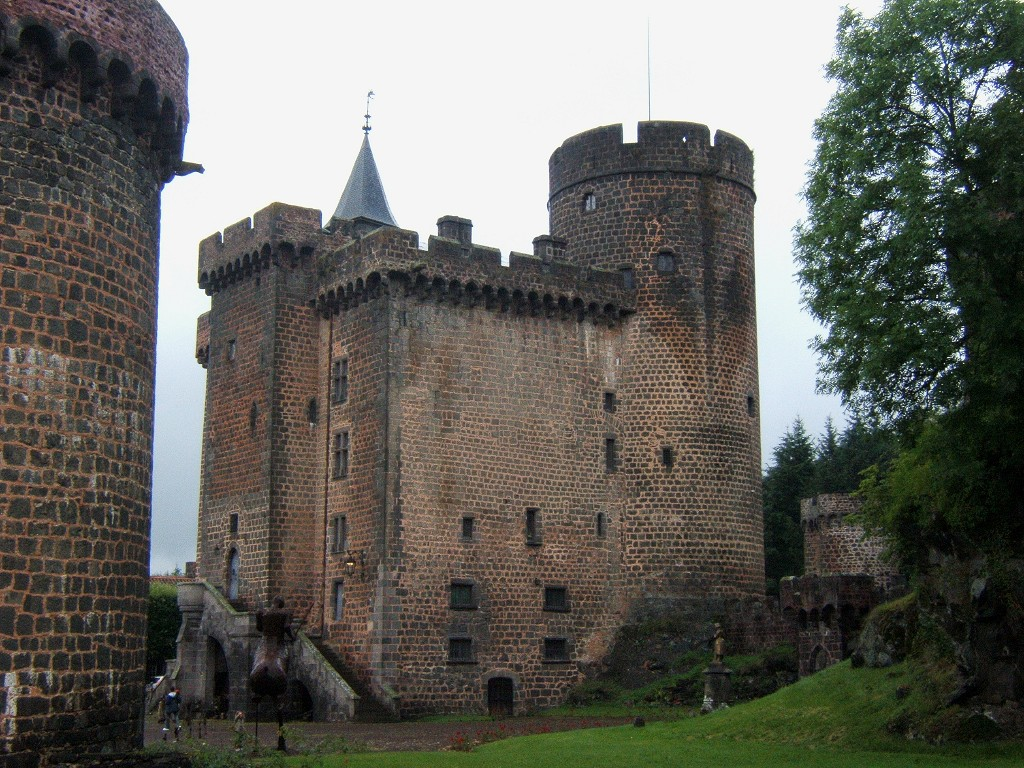
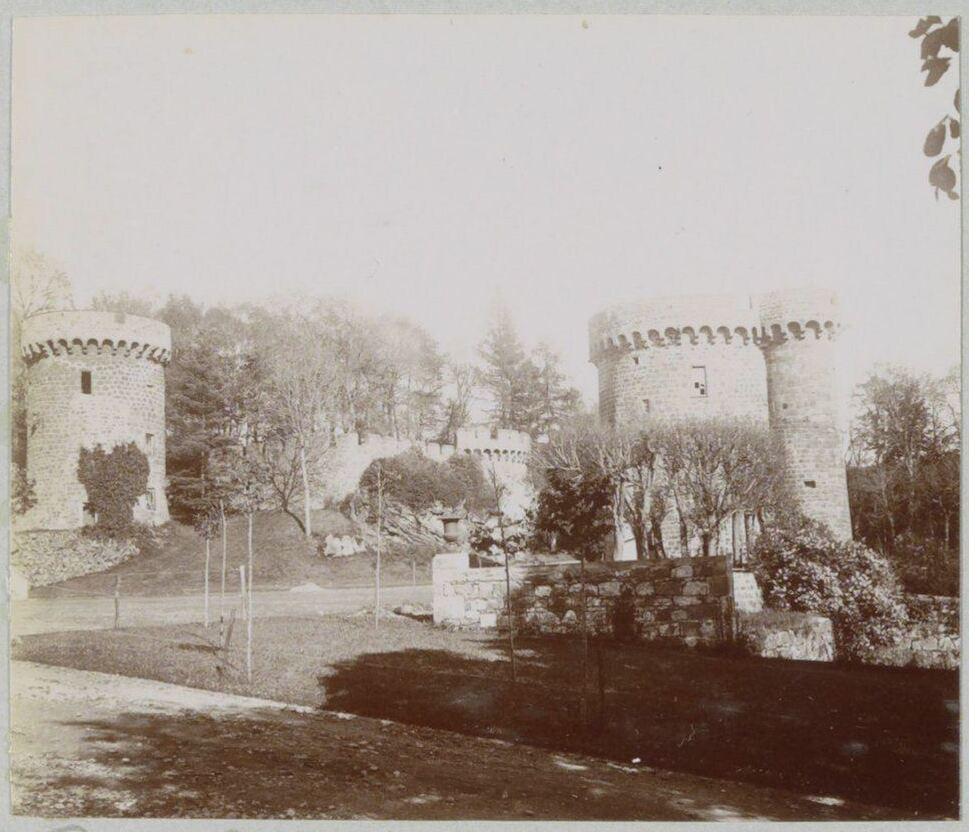
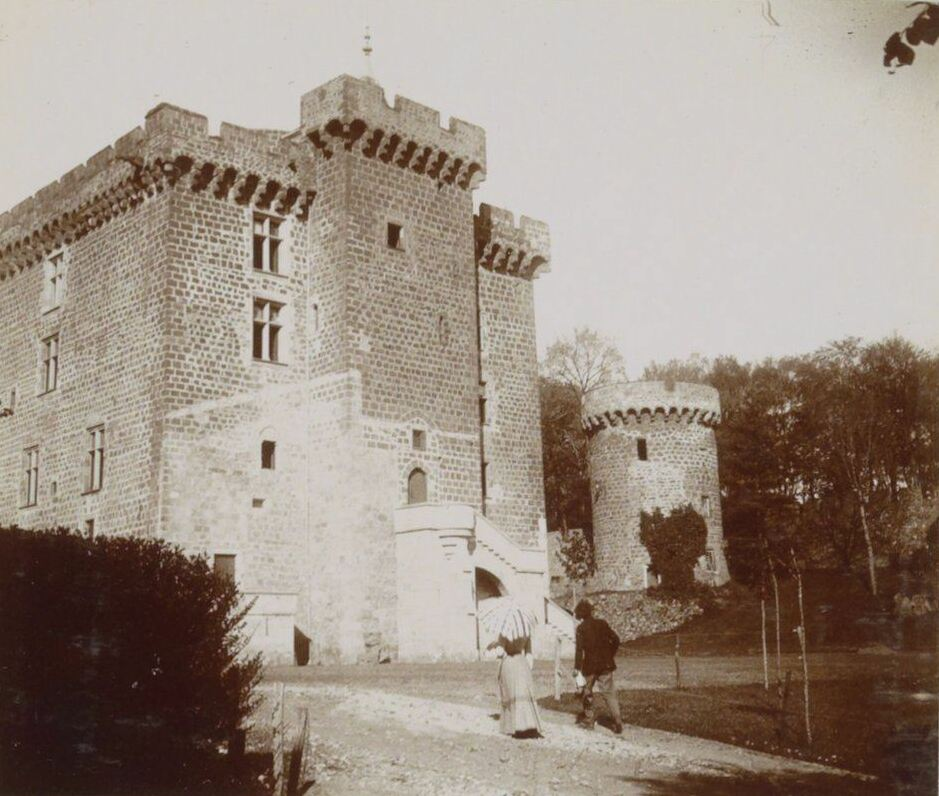
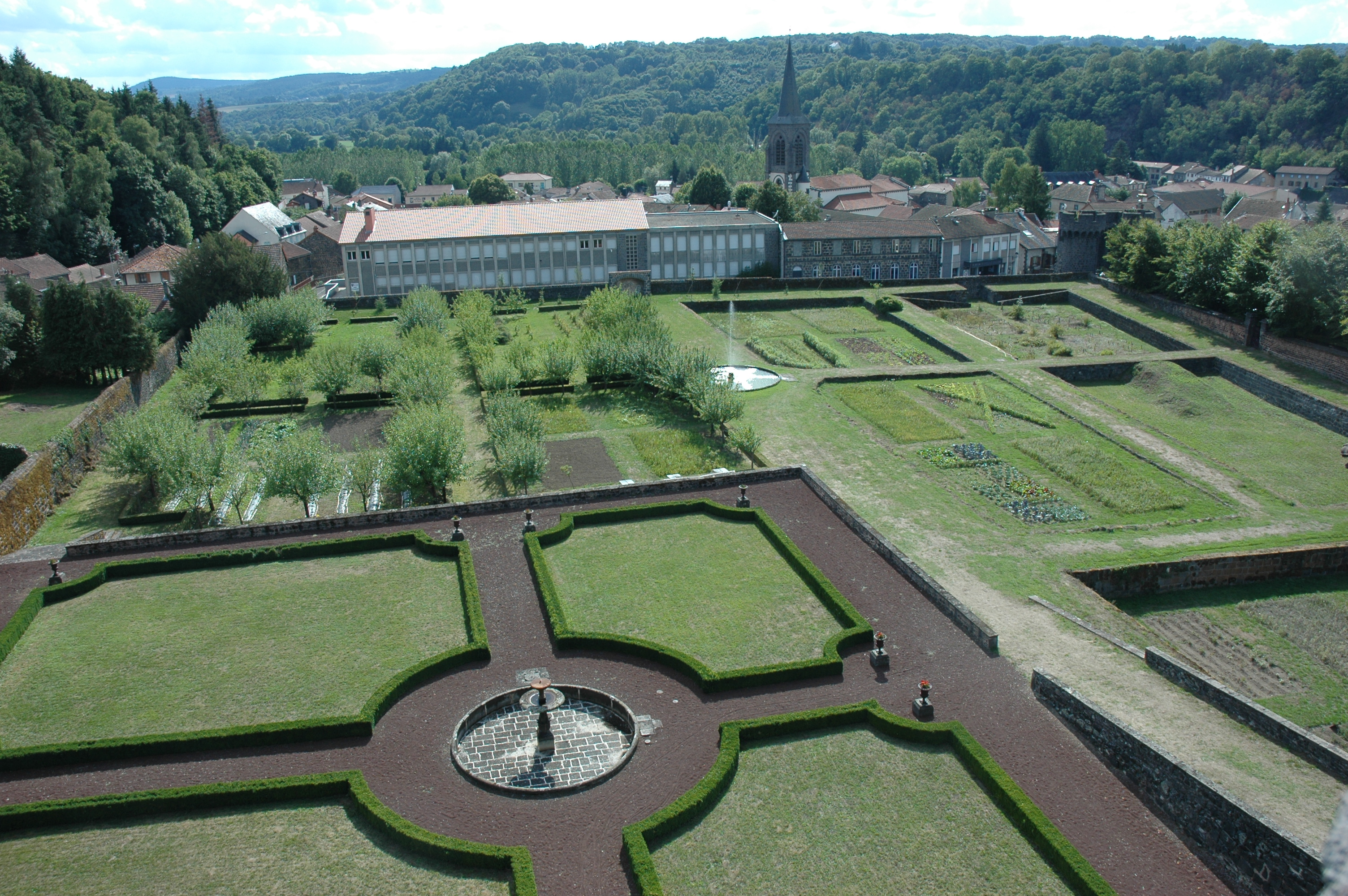
Jardin du château Dauphin.
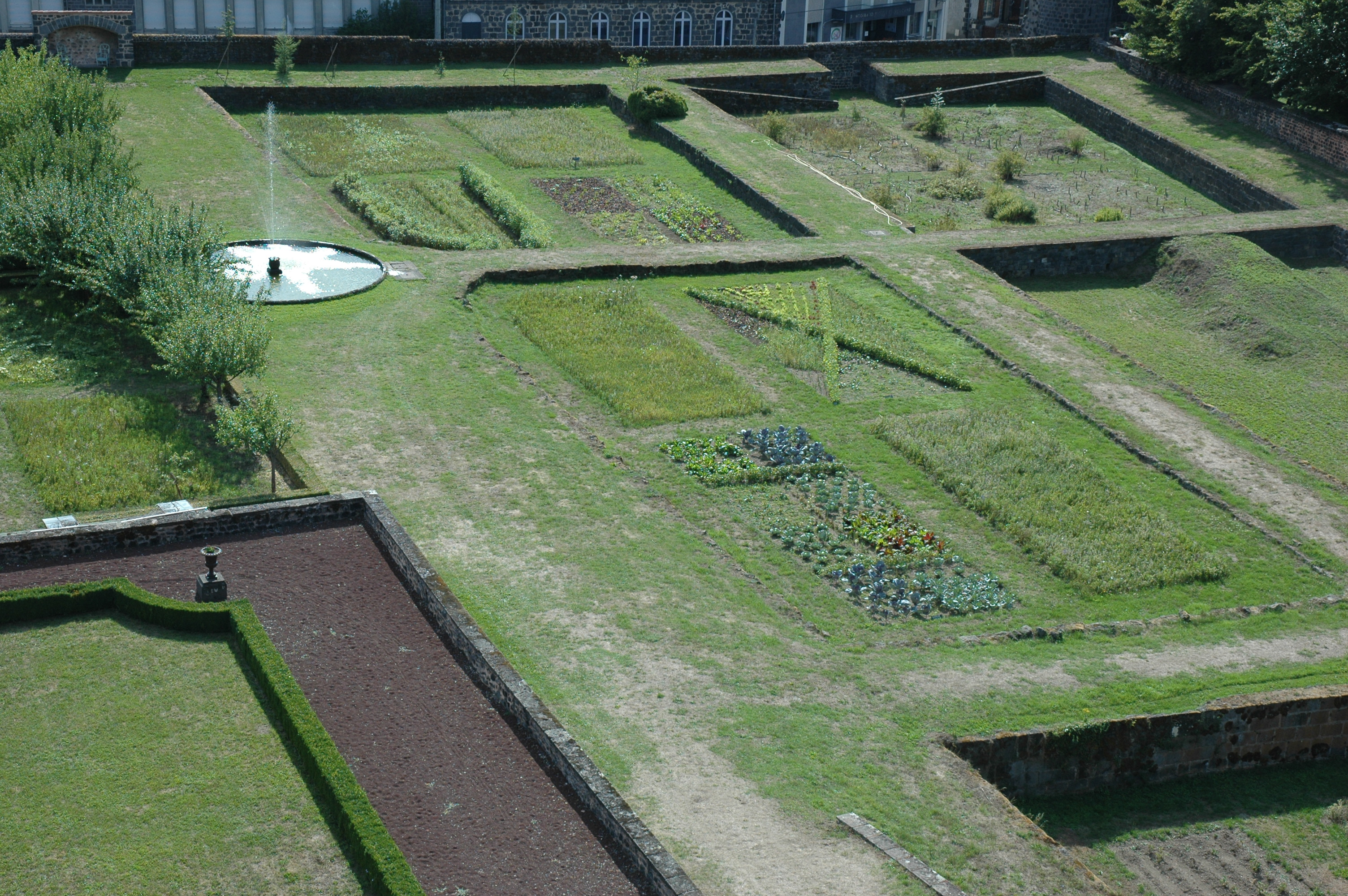
Jardin du château Dauphin.
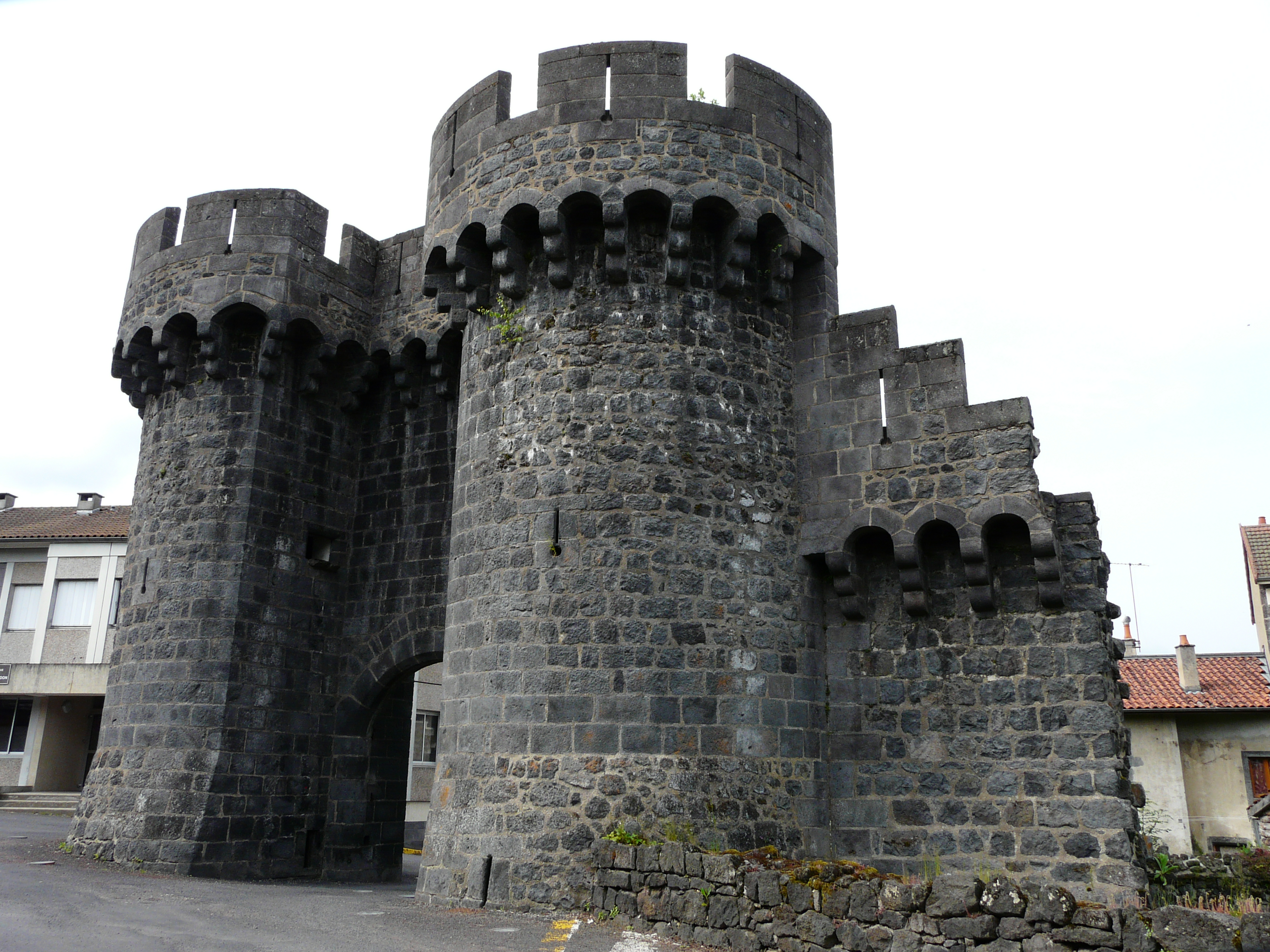
L'ancienne porte de ville, vestige de l'enceinte de Pontgibaud.
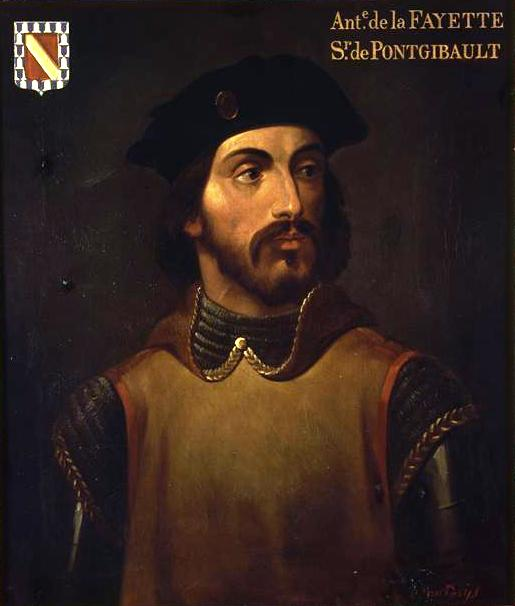
Antoine Motier de La Fayette, seigneur de Pontgibault, grand maître de l'artillerie - musée de l'Armée (Paris).
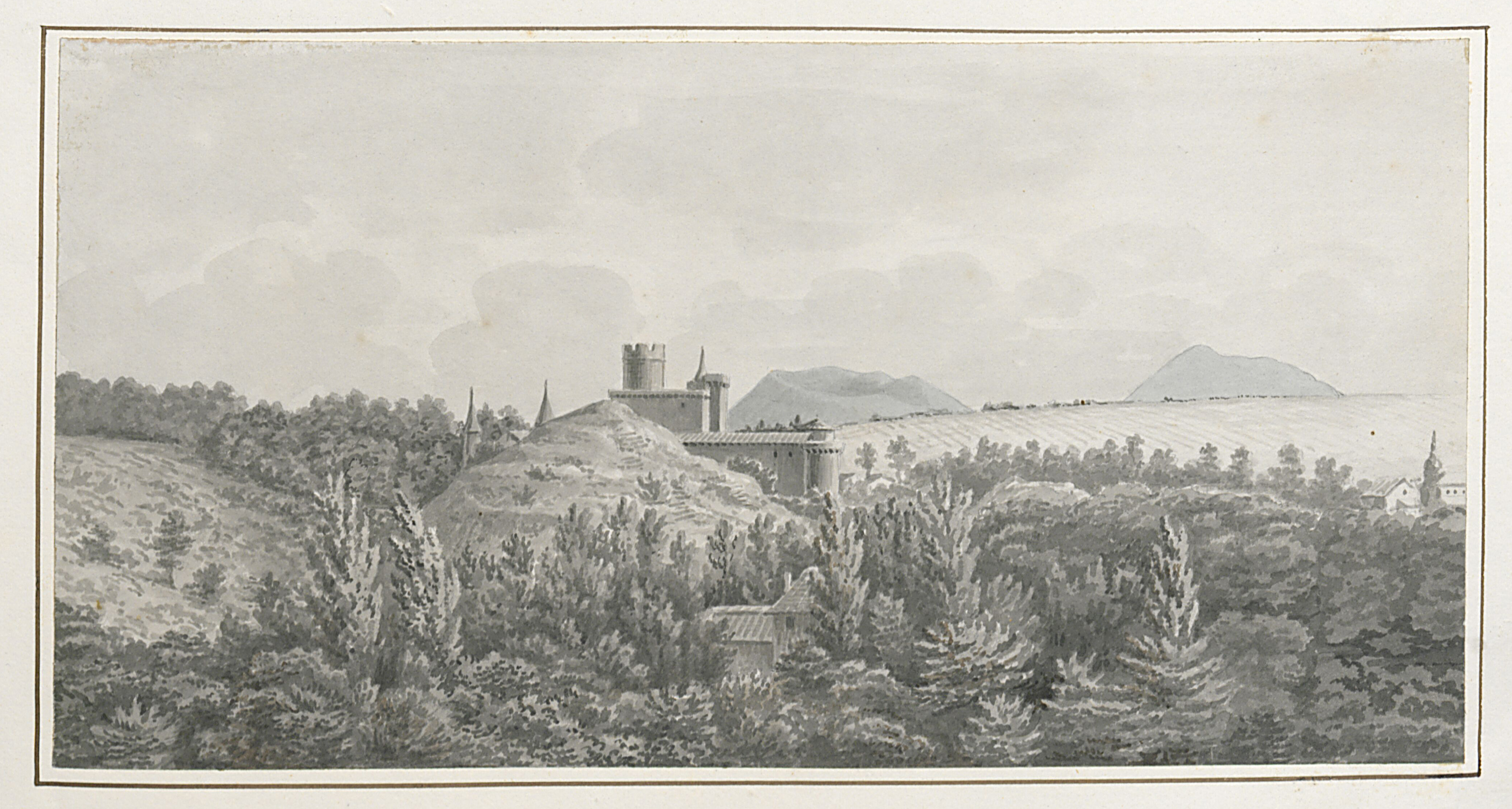
Étienne-Jean Delécluze Le Château de Pontgibaud, les sommets des Puys de Côme et de Dôme.
Eugène Isabey - Voyages pittoresques et romantiques dans l'ancienne France, Auvergne: Château de Pont-Gibaud - 1942.1041 - Cleveland Museum of Art.
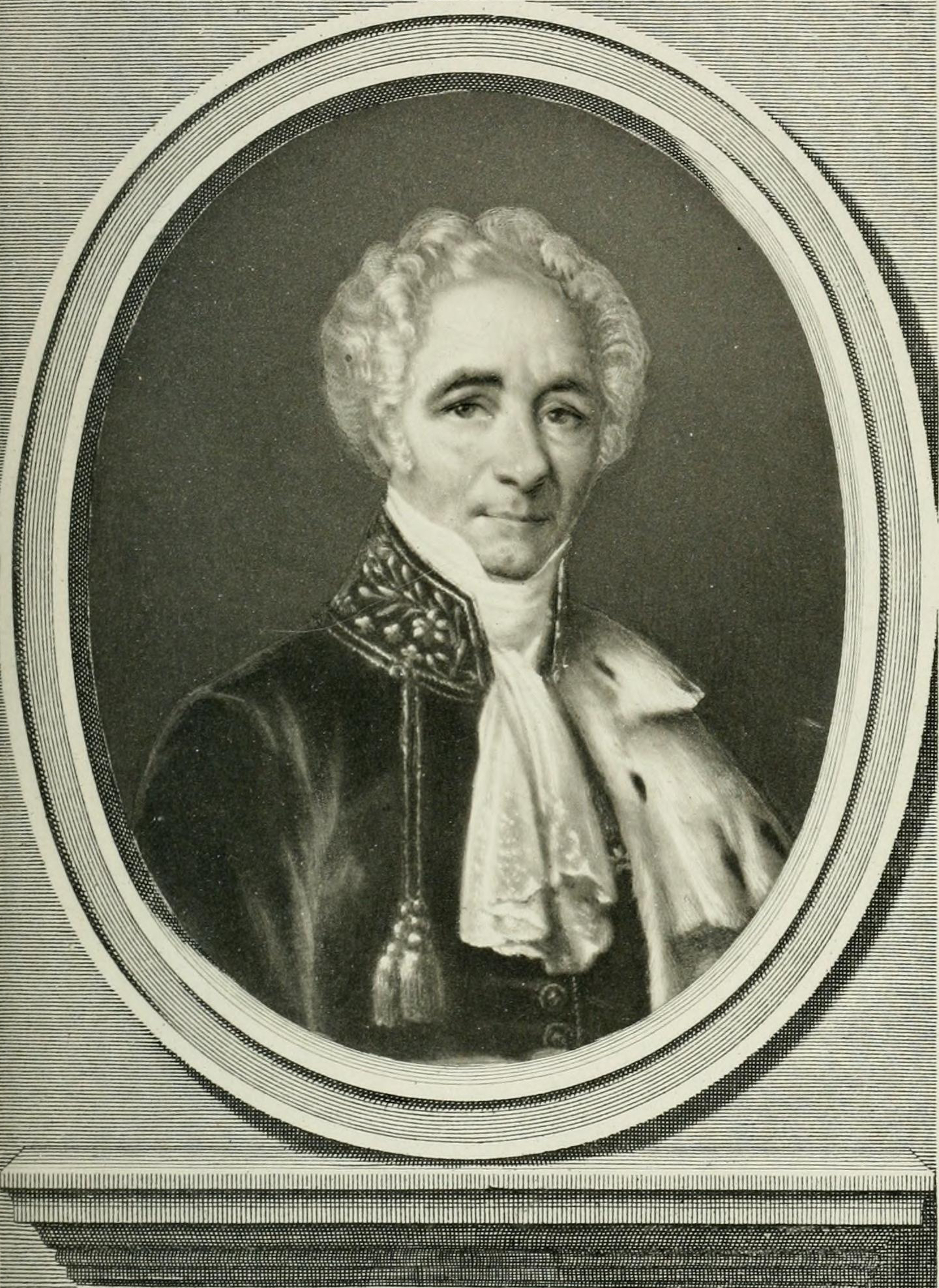
Armand-Victoire de Moré de Pontgibaud (1786–1855).
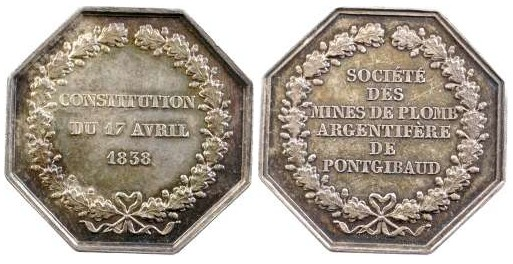
Jeton, mines de plomb argentifère de Pontgibaud - Paris 1838.